# BC Book Prizes
Die BC Book Prizes, begründet 1985, sind eine Zusammenstellung von inzwischen sieben Literaturpreisen, die die Verdienste jener Schriftsteller und Herausgeber, die in British Columbia oder dem Yukon-Territorium leben, würdigen. 
Diese sieben Preise, sowie der seit 2004 vergebene The Lieutenant Governor’s Award for Literary Excellence, werden jährlich bei Lieutenant Governor’s BC Book Prize Gala im April ausgezeichnet. Die jeweilige Shortlist wird im März veröffentlicht.
Die Preise werden von einer Non-profit-Gesellschaft, die aus allen Bereichen des Verlagswesens und der schreibenden Zunft stammen, verwaltet und vergeben.
Die Preisträger müssen keine kanadischen Staatsbürger sein. Sie sollen mindestens drei der letzten fünf Jahre in British Columbia gewohnt haben. Ihre Werke können in beliebigen anderen Regionen oder Ländern veröffentlicht worden sein.
Die BC Book Prizes umfassen folgende Einzelpreise, welche die Kategorien Lyrik, Roman, Regionalgeschichte, Sachbuch, Kinderbuch und Buchhandel würdigen.
- Dorothy Livesay Poetry Prize – Lyrik[2]
- Ethel Wilson Fiction Prize – Roman, Novellen (fiction), keine Anthologien und Übersetzungen[3]
- Roderick Haig-Brown Regional Prize – Regionalgeschichte[4]
- Hubert Evans Non-Fiction Prize – Sachbuch[5]
- Sheila A. Egoff Children’s Literature Prize – Kinder- und Jugendbuch[6]
- Christie Harris Illustrated Children’s Literature Prize – illustriertes Kinderbuch[7]
- Bill Duthie Booksellers’ Choice Award – Preis des Buchhandels[8]
- Lieutenant Governor’s Award for Literary Excellence[9]